# Auze (Lignon)
Die Auze ist ein kleiner Fluss in Frankreich, der im Département Haute-Loire in der Region Auvergne-Rhône-Alpes verläuft. Sie entspringt im südlichen Gemeindegebiet von Araules, entwässert generell Richtung Norden durch die Landschaft des Velay und mündet nach rund 18 Kilometern im östlichen Gemeindegebiet von Yssingeaux als linker Nebenfluss in den Lignon du Velay.

## Orte am Fluss
(Reihenfolge in Fließrichtung)
- Recharinges, Gemeinde Araules
- Araules
- Le Fraysse, Gemeinde Saint-Jeures
- Les Bouix, Gemeinde Saint-Jeures
- Freycenet d’Auze, Gemeinde Yssingeaux
- Versilhac, Gemeinde Yssingeaux